# Hayato Okanaka
Hayato Okanaka (Hyogo, 26 september 1968) is een voormalig Japans voetballer.

## Carrière
Hayato Okanaka speelde tussen 1991 en 2005 voor Gamba Osaka en Oita Trinita.